# Hermunduren

Kaart van het Romeinse Rijk in 125 onder Hadrianus, met het leefgebied van de Hermunduri in in het tegenwoordige Centraal-Duitsland

De Hermunduren horen samen met de Sueben en Semnonen tot de Germaanse stam van de Herminonen: een Elbe-Germaans stamverbandschap. Later ontwikkelen ze zich tot een eigen stam die genoemd wordt door Strabo, Paterculus, Domitius en Tacitus.  Hun kernland is de bovenloop van de Elbe. De Romeinen rekenden hen onder de Sueben.
In het begin van de eerste eeuw kwamen de Hermunduren onder sterke invloed van de Marcomannen en hun koning Maroboduus waarvan zij zich bevrijdden in 17 met de hulp van Arminius. Het zijn de Hermunduren die in 19 onder Vibilius, Catualda, de opvolger van Maroboduus verjagen. In 58 streden de Hermunduren een belangrijke slag tegen de Chatten. Doel was het veilig stellen van de zoutbronnen aan de Werra die door de Hermunduren gewonnen wordt.
Van 166 tot 180 maken de Hermunduren onderdeel uit van de coalitie van onder andere de Marcomannen in hun Marcomannenoorlog tegen Marcus Aurelius.
Net als veel andere Germaanse stammen gaan de Hermunduren later op in een groter Germaans stamverband in dit geval van de Thüringers. In 531 gaat hun rijk ten onder tegen de Franken en Saksen.
Alemannen · Ambivarieten · Ambronen · Ampsivaren · Angelen · Angrivariërs · Asdingen · Baemi · Bajuwaren · Bastarnen · Bataven · Bourgondiërs · Bructeren · Cananefaten · Chamaven · Chasuarii · Chatten · Chattuarii · Chauken · Cherusken · Cimbren · Cugerni · Dulgubnii · Fosi · Franken · Frisii · Gepiden · Goten · Harii · Helisiërs · Hermunduren · Herulen · Juten · Lakringen · Lemoviërs · Longobarden · Lugiërs · Manimiërs · Marcomannen · Marobudui · Marsi · Mattiakken · Naharvalen · Nemeten · Nerviërs · Ostrogoten · Quaden · Rugiërs · Saksen · Semnonen · Silingen · Sitones · Skiren · Sueben · Sugambren · Suiones · Tencteren · Teutonen · Toxandriërs · Triboken · Tubanten · Tudri · Tungri · Ubiërs · Usipeten · Vandalen · Vangionen · Visigoten · Volcae · Warnen
Germani cisrhenani:
Caerosi · Condrusi · Eburonen · Paemani · Segni
Stamverenigingen:
Herminones · Ingvaeones · Istvaeones